# Шампанська мова
Шампанська мова (шампанською - champaignat) це є романська мова, яка належить до підродини мов ойль, вона поширена в Шампані та в інших сусідніх областях. Вона була досліджена лінгвістами Saubinet, Michel Tamine, Bernard Cerquiglini, Henry Bourcelot i Gerard Taverdet.

## Історія
Шампанська мова є продукт еволюції народної латини одного з регіонів Північної Галлії - нинішньої Шампані, який за раннього Середньовіччя входив до Австразії - до території, над якою панували переважно ріпуарські франки. Вони тут з'явилися ще до того, як їхні сусіди - салічні франки почали проводити експансію на землі Королівства Сіаґрія(північно-західну Галлію з головними містами Суассон і Париж), що відбилося на мовній ситуації регіону. Завдяки цьому фактору шампанська мова помітно відрізняється від центральних мов ойль(які стали основою сучасної літературної французької), а її південно-східна сусідка, мозельська романська мова,  зникла протягом VIII—Х століть нашої ери.  

## Поширення
Шампанською розмовляють у Франції, в Шампані (конкретно - в адміністративному регіоні Шампань-Арденни, за винятком міста Givet(Живе), де розмовляють валлонською), в Ен (Пікардія), Сена і Марна (Іль-де-Франс) і Йонна (Бургундія) та в п'ятьох населених пунктах Бельгії - Мамбр, Боан, Бажімон, Пюссеманж і Сюньї.  

## Носії мови
Немає даних про число носіїв шампанської мови. Протягом двадцятого сторіччя значно знизилася кількість мовців; немає даних про число мовців, які вважають шампанську рідною мовою, немає даних й про число осіб, які так чи інакше спілкуються нею щоденно. Вони дуже би допомогли вченим у разі загрози повного зникнення мови. 

## Соціолінгвістика
Як і всі інші мови окрім стандартної французької, у Франції шампанська мова була під забороною від 1700 до 2008 року; постанову скасовано з реформою французької конституції. Мова протягом багатьох років піддавалася дискримінації, висміювалася і в кращому разі була в двомовному положенні. Протягом 19—20 сторіч діти каралися за розмову шампанською в школах. Хоча все частіше відмовляються від нього, але ще існує поширений стереотип, що шампанська мова є буцімто «мова неосвічених селюків». Зростання публікацій шампанською в ХХІ сторіччі допомагає облагородити повсякденну мову. Таким чином, є все більше і більше зацікавлених в мові своїх предків.

## Викладання
Шампанська мова не викладається в жодній державній чи в приватній школі. 

## Засоби масової інформації
La minute champenoise("Хвилина шампанською") - телевізійна програма, шампанською триває одну хвилину. Вона була показана вперше в 2007 році на 32 каналі в місцевій мережі Труа і Об.

## Стандартизація
Загальноприйнятих правил немає. Письмова традиція закріплена домовленостями.

## Особливості
Наголос в словах завжди падає на останній склад(як в стандартній літературній французькій та у всіх мовах групи ойль). В процесі еволюції народної латини в шампанську тематичні голосні зникли. Слова часто закінчуються на приголосний. [R] наприкінці слова не вимовляється: 
лат. laborare [laβo'ɾa:ɾe] > шамп. laibourer [lɛbu'ʀe]. 
Голосні з наступними [N] чи [M] не назалізуються, тому в складі вимовляються як [in]. R вимовляється як вібруюче піднебінним язичком [ʀ]. 
Часто на початку слова з'являються палаталізовані приголосні, тобто, вони вимовляються притисканням язика до піднебіння як, наприклад, [l] в іспанському слові lluva. Палаталізація відмічена в: 
- [tʲ] м'який глухий зубний вибухоподібний  → tyoche [tʲɔʃ](дзвоник)
- [dʲ] м'який дзвінкий зубний вибухоподібний → dyèce [dʲɛs](лід).

Згідно з еволюцією місцевої народної латини, сполучення [cl] на початку слова перейшло в [tʲ], а сполучення  [gl] на початку слова перейшло в [dʲ]. Так, народне латинське clocca (дзвоник) стало шампанським tyoche, латинське glacies(лід) стало шампанським dyèce.